# Plattformchemikalie
Plattformchemikalien sind aus nachwachsenden Rohstoffen hergestellte Grundchemikalien, die sich als Synthesebausteine für zahlreiche weitere Chemikalien eignen. Sie stehen damit in Konkurrenz zu petrochemisch hergestellten Grundchemikalien.
Wichtige Beispiele für Plattformchemikalien sind Ethanol, Glycerin, Glucose, Furfural und Aceton.

## Definition
Plattformchemikalien sind eine Zwischenstufe bei der stofflichen Nutzung nachwachsender Rohstoffe. Als solche sind sie eng mit dem Konzept der Bioraffinerie und der grünen Chemie verknüpft. Sie werden aus den Präkursoren hergestellt und zu höherwertigen Chemikalien und Endprodukten weiterverarbeitet.
| Biomasse                           | Präkursoren                           | Plattformchemikalien                                  | Produkte und Anwendungen             |
| ---------------------------------- | ------------------------------------- | ----------------------------------------------------- | ------------------------------------ |
| Getreide, Mais, Weizen             | Kohlenhydrate                         | Ethanol, Ethen                                        | Kraftstoff, Biogas, Kunststoff       |
| Getreide, Kartoffeln               | Stärke, Zucker                        | Glucose Sorbit, Mannit                                | Leim, Verdickungsmittel, Polyurethan |
| Mais                               | Zucker                                | Milchsäure, Polylactide (PLA), Acrylsäure             | Verpackungen                         |
| Zuckerrübe, Zuckerrohr             | Zucker                                | Glycoside, Glycolid                                   | Tenside                              |
| Zuckerrübe, Zuckerrohr             | Glucose Stärke                        | Melasse                                               | Biogas, Biotreibstoff                |
| Öle & Fette                        | Fettsäuren, Methylester               | Polyolester, Epichlorhydrin                           | Kosmetika, Schmierstoff              |
| Öle & Fette                        | Glycerin, Alkohole                    | Glycerinester, 1,3-Propandiol, 2,5-Furandicarbonsäure | Tenside, Kosmetika, Schmierstoffe    |
| Rapsöl, Zuckerrübe, Rizinusöl      | Dicarbonsäuren                        | Polyamide, Polyester                                  | Kunstfaser                           |
| Gras, Klee, Luzerne                | Protein                               | Lysin, Aminosäuren                                    | Futtermittel-Zusatzstoff             |
| Holz                               | Lignin                                | Phenolderivate, Vanillin, Syringaldehyd               | Aromastoff, Duftstoff, Biowerkstoff  |
| Holz                               | Kohlenhydrate                         | Furfural                                              | Kunstharz, Gießereiadditiv           |
| Holz                               | Lignocellulose, Hydroxymethylfurfural | Lävulinsäure                                          | Weichmacher, Kosmetik, Herbizid      |
| Lebensmittelabfälle, Zuckerabfälle | Fermenter Biomasse                    | Polyhydroxyalkanoate                                  | Bio-basierter Kunststoff             |
| Kohlendioxid & Wasserstoff         | Aceton                                | Isophoron                                             | Lösungsmittel                        |

Wichtig für Plattformchemikalien ist, dass sie als Baustein (Plattform) für viele verschiedene Produkte genutzt werden können. Im folgenden Schaubild ist zu erkennen, wie von Furfural ausgehend zahlreiche verschiedene chemische Strukturen direkt und in mehreren Schritten hergestellt werden können.

## Bedeutende Plattformchemikalien
2004 wurde zum ersten Mal eine Rangliste von Plattformchemikalien auf Kohlenhydratbasis vom Energieministerium der Vereinigten Staaten veröffentlicht, welche 2010 überarbeitet wurde. Dabei wurden neun Kriterien, wie etwa die Rezension in der Fachliteratur, die Vielfältigkeit der Folgeprodukte und die Möglichkeit der direkten Substitution petrochemischer Produkte berücksichtigt. Die wichtigsten Verbindungen der Plattformchemiklien sind in der Galerie zu sehen:

Aceton
Adipinsäure
Bernsteinsäure
Ethanol
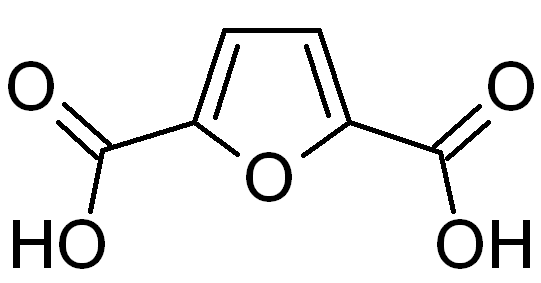
2,5-Furandicarbonsäure
Furfural
Glycerin
Hydroxymethylfurfural
3-Hydroxypropionsäure
Isophoron
Isopren
Lävulinsäure
(R)-Milchsäure
(S)-Milchsäure
Oxalsäure
Sebacinsäure
Sorbit
Xylit

## Hersteller
Einige Hauptakteure des globalen Bio-basierten Plattformchemikalien-Marktes sind: Avantium; 
BASF SE; Bioamber Inc.; Braskem SA; Cargill Inc.; Dow Chemical; DuPont Tate & Lyle Bio Products Company LLC; Evonik Industries AG; GFBiochemicals; Ineos; Koninklijke  DSM NV; Lyondellbasell Industries NV; Merck KGaA; Yield10 Bioscience, ehemals Metabolix Inc; Myriant; Novozymes; Mitsubishi Chemical Co.; Succinity GmbH; PTT Global Chemical Public Co. Ltd.